# Alchemilla jaroschenkoi
Alchemilla jaroschenkoi är en rosväxtart som beskrevs av Grossheim. Alchemilla jaroschenkoi ingår i släktet daggkåpor, och familjen rosväxter. Inga underarter finns listade i Catalogue of Life.